# Kata (Aikidō)
Als Kata werden im Aikidō Übungen bezeichnet, deren Bewegungsablauf in vielerlei Hinsicht – mitunter auch im Zeitablauf – detailliert festgelegt sind.
Kata existieren in unterschiedlichen Formen im Aikidō.
Bekannt sind waffenlose Kata mit Partnern sowie Kata mit Waffen mit und ohne Partner.
Bei den waffenlosen Kata mit Partnern (auch Taijutsu genannt) ist die verbreitetste Variante die, die fünf grundlegenden Haltetechniken im Aikidō, Ikkyō, Nikyō, Sankyō, Yonkyō und Gokyō, nacheinander gegen einen Schlagangriff auszuführen.
Diese Abfolge wird entweder stehend (beide Partner stehen: tachi waza; ein Partner steht, der andere kniet: hanmi handachi waza) oder im Kniesitz (beide knien suwari waza) geübt und geht auf Tadashi Abe zurück, einen Schüler von Ueshiba Morihei, der zu den ersten japanischen Aikidō-Lehrern in Europa (insbesondere Frankreich) gehörte. Weitere Formen mit Partnern sind im Shōdōkan-Aikidō, das auf Tomiki Kenji zurückgeht, bekannt.
Bei den Formen mit Waffen ist die Kata Sanjuichi no Jō (Kata der 31 Bewegungen mit einem Jō) verbreitet, die vor allem von Morihiro Saitō unterrichtet wurde.
Ebenso werden gelegentlich Partner-Kata mit dem Holzschwert Bokken geübt (Kumi-tachi).
Da der Aikidō-Begründer Ueshiba Morihei selbst nach Aussagen seiner Schüler nichts zweimal gleich gezeigt hat, gehen alle Systematisierungen wie auch die Kata auf seine Schüler oder spätere Aikidō-Lehrer zurück.
Im Ki-Aikidō werden festgelegte Partnerübungen und die Waffen-Kata taigi oder tsuzuki waza genannt.